# Michael Strunge
Michael Strunge Jensen (født 19. juni 1958 i Rødovre, død 9. marts 1986 i København) med pseudonymerne Simon Lack og Marcus Hitengel var en dansk digter. Han var en af de vigtigste digtere i den generation af dansk poesi, som blandt andet er blevet kaldt firserdigtere eller punkpoesi. Perioden regnes som begyndelsen af postmodernismen i dansk litteratur. Michael Strunge debuterede i lyrikbladet Hvedekorn i 1978 og var i sin levetid ofte associeret med den jævnaldrende og samtidige F.P. Jac, som også gjorde sig gældende i postmodernismen og det københavnske digtermiljø.

## Forfatterskab
Michael Strunge udgav 11 digtsamlinger. Som medlem af den oprindelige kreds af firserdigtere, der samledes i gruppen omkring Hvedekorn-redaktøren Poul Borum, arrangerede Michael Strunge i 1980, blandt andre sammen med digterkollegaen Jens Fink-Jensen, filminstruktørerne Rumle Hammerich og Linda Wendel, journalisten Synne Rifbjerg og billedkunstneren Lillian Polack, generations-manifestationen NÅ!!80 i Huset i København.
I tv-programmet "Bazar" fra 1984 deltog Strunge i diskussion med blandt andre Pia Tafdrup og Lola Baidel om den nye generation i dansk poesi og bruddet med 1970'erne. Strunge kritiserede heftigt Lola Baidel og kaldte hendes digte for "fiduspoesi." Han sagde blandt andet:
Vi lever i et land med verdens højeste selvmordsprocent og verdens laveste børnefødselstal og verdens bedste digtere, men alligevel befinder de fleste danskere sig på et kulturelt stadium, hvor de nærmest er analfabeter. ... mens danskerne de ikke kender deres digtere, og derved kender de ikke sig selv, deres sjæl.
Den afmagt, Strunge følte over for samfundet, og hans vrede og oprør, er ofte det mest markante kendetegn ved teksterne. Samtidig rummer han også andre sider, som blandt andet kommer til udtryk ved en niche af erotiske digte.
Han kæmpede mod "brugspoesien," 1970'ernes prosadigte og bekendelseslitteratur, som hans digtergeneration ønskede et opgør med. Han foragtede bestseller-digtere som Kristen Bjørnkjær og Lola Baidel og mente ikke, at disse digtere bragte andet end "dagligstuesnak" i deres digte.

## Død
Strunge døde i marts 1986. Det sidste, han sagde til sin kæreste, Cecilie Brask, før han kastede sig ud af vinduet fra 5. sal, var: "Nu kan jeg flyve!" Øjenvidner og pårørende har forklaret, at han var manisk i øjeblikket. Andre har påstået, at det var selvmord . Strunge var i perioden op til sin død under behandling på psykiatrisk afdeling på Rigshospitalet, hvorfra han var på udgang, da episoden, der resulterede i hans død, indtraf. Få uger forinden havde Michael Strunge selv opsøgt Rigshospitalet for at komme under behandling for en manisk lidelse, der havde nået et niveau, som var invaliderende. Hans død er blevet omtalt som "punkkulturens" endeligt. Han er begravet på Assistens Kirkegård på Nørrebro i København.

## Eftermæle
Teaterstykket Marcus Hitengel om Michael Strunge af Pelle Koppel opførtes i januar 2005 på Svalegangen i Aarhus.

## Digtsamlinger
- Livets Hastighed, 1978
- Fremtidsminder, 1980
- Skrigerne, 1980
- Vi folder drømmens faner ud, 1981
- Nigger I. Mit nøgne hjerte. Urene digte, 1982
- Ud af natten, 1982
- Nigger II. Mit nøgne hjerte. Uren poesi og beskidte tanker, 1983
- Popsange, 1983
- Væbnet med Vinger, 1984
- Unge Strunge, 1984 udvalgt af Klaus Høeck og Asger Schnack.
- Verdenssøn, 1985 (som Simon Lack)
- Billedpistolen, 1985
- BLITZ – 1980
- Samlede Strunge – digte 1978-1985, 1995
- Min krop er tung af drøm – digte i udvalg af Caspar Eric, 2018

## Biografier om Michael Strunge
- Biografisk artikel af Mai Strunge i Danske digtere i det 20. århundrede, bind 3, 2000
- Mai Strunge: Samtaler m.m. mellem Anne-Marie Mai og Michael Strunge, Borgen, 1985
- Knud Munck: Michael Strunge – En biografi, Lindhardt og Ringhof, 2001. ISBN 9788759519684.
- Peter Rewers: Michael Strunge - digtning og virkelighed, Gyldendal, 2015